# Toyota Crown
O Crown é um automóvel sedan de luxo da Toyota.